# Rufus Wainwright (album)
Rufus Wainwright, pubblicato nel 1998 dalla DreamWorks è l'album d'esordio dell'omonimo cantautore Rufus Wainwright.

## Il disco
Dopo le apparizioni musicali di Rufus Wainwright negli album e nei concerti della madre e della zia Kate e Anna McGarrigle, nel 1998 arriva il momento del debutto discografico per il cantante statunitense.
L'album nasce grazie all'interferenza del padre Loudon Wainwright III che consegna un demo ai produttori della DreamWorks, che soddisfatti dall'ascolto lo mettono sotto contratto e lo affidano all'esperienza di Jon Brion.
I testi dell'album sono ricchi di riferimenti a episodi della vita privata del cantante, a cominciare dalla relazione con Danny, uno dei suoi primi amori, sulla quale si sofferma più volte (Foolish Love, Danny Boy e Sally Ann). In Millbrooks, invece, richiama alla memoria gli anni passati in una scuola di musica vicino a New York. 
Più tragici gli eventi dietro a In my arms e Baby, in cui Rufus parla del suo incontro con un ragazzo tossicodipendente con il quale condivide una notte di sesso, ma che, di lì a poco, tenterà il suicidio. Ancora di droga si accenna in Matinée Idol dedicata a River Phoenix attore scomparso prematuramente nell'ottobre 1993 proprio a causa di un'overdose di cocaina. Non meno leggero è il tema di fondo di Barcelona nella quale emerge il desiderio di fuggire dalle preoccupazioni e dalle paure che ci angosciano, quella di Rufus è l'AIDS, che si sta diffondendo sempre più velocemente negli anni del suo coming out.
Alle donne della sua vita dedica invece Beauty Mark e Damned Ladies. La prima porta al centro dell'attenzione la relazione con la madre, la seconda la passione per il cantante per l'opera e in particolar modo per le più famose eroine del genere Desdemona, Tosca, ecc.
Grazie a quest'album la rivista Rolling Stone ha nominato Rufus Wainwright "Best New Artist" nel 1998.

## Tracce
1. Foolish Love – 5:46
2. Danny Boy – 6:12
3. April Fools – 5:00
4. In My Arms – 4:08
5. Millbrooks – 2:11
6. Baby – 5:13
7. Beauty Mark – 2:14
8. Barcelona – 6:53
9. Matinee Idol – 3:08
10. Damned Ladies – 4:07
11. Sally Ann – 5:01
12. Imaginary Love – 3:28

Musiche e testi: Rufus Wainwright
In Francia l'album viene ripubblicato nel 1999 con allegato un bonus CD dal titolo "4 Chansons Inédites" contenente:
1. A Bit of You - presente anche nell'edizione giapponese del disco
2. Moulin Rouge
3. Banks of the Wabash
4. Le Roi d'Ys

## Musicisti

### Artista
- Rufus Wainwright: voce e piano

### Altri musicisti
- Martha Wainwright - coro (3,4,11)